# رسانه دولتی
رسانه‌های دولتی یا رسانه های حکومتی، رسانه‌هایی هستند که به‌طور مستقیم یا غیرمستقیم تحت کنترل مالی و/یا تحریریه دولت یا حکومت هستند. رسانه‌های دولتی و حکومتی انواع مختلفی دارند. رسانه‌های تحت کنترل دولتی یا اداره دولت  یا حکومت هستند.

## تعریف
هیچ تعریف غیرمناقشه برانگیزی از رسانه دولتی یا رسانه حکومتی وجود ندارد. رایج‌ترین تعریف رسانه دولتی یا رسانه حکومتی به هر سازمان رسانه‌ای گفته می‌شود که به‌طور مستقیم یا غیرمستقیم تحت مالکیت یا اداره دولت باشد. در ۹۷ کشور، الگوی مالکیت رسانه‌ها عمدتاً متعلق به دولت یا خانواده‌های برجسته مرتبط با نهادهای دولتی است. این الگو اغلب با دولت‌های مستبدی مرتبط است که از رسانه‌های دولتی برای کنترل، نفوذ و محدود کردن اطلاعات استفاده می‌کنند. رسانه‌های دولتی یا حکومتی می‌توانند از رسانه‌هایی که کاملاً تحت کنترل دولت هستند تا رسانه‌های مستقل خدمات عمومی که از نظر تحریریه ای مستقل هستند را در بر بگیرند. اصطلاح «رسانه‌های عمومی» را می‌توان برای اشاره به رسانه‌های دولتی یا دولتی و پخش خدمات عمومی (PBS) استفاده کرد. اگرچه تفاوت‌هایی بین آنها وجود دارد. بر اساس شبکه دانش انتخاباتی ACE، رسانه‌های دولتی و حکومتی مستقیماً توسط دولت یا دولت کنترل می‌شوند. و PBS این گونه نیست. به گفته فیس بوک، رسانه‌های تحت کنترل دولت «به طور جزئی یا کامل تحت کنترل تحریریه یک دولت هستند». توییتر از اصطلاح «رسانه‌های وابسته به دولت» استفاده می‌کند و آن را به‌عنوان رسانه‌هایی تعریف می‌کند که در آن دولت از طریق منابع مالی، فشارهای سیاسی مستقیم یا غیرمستقیم، و/یا کنترل بر تولید و توزیع، کنترل محتوای تحریریه ای را اعمال می‌کند. در عین حال، رسانه‌های دارای تحریریه مستقل «تأمین مالی شده توسط دولت» «وابسته به دولت» محسوب نمی‌شوند.

## بررسی اجمالی
طبق برخی منابع، محتوای آن معمولاً تجویزی‌تر است و به مخاطب می‌گوید چه فکری بکند، به خصوص که تحت فشار برای جلب رتبه‌بندی بالا یا ایجاد درآمد تبلیغاتی نیست و بنابراین ممکن است نیروهای تحت کنترل دولت را تأمین کند. برخلاف نیروهای تحت کنترل شرکت، همان‌طور که در مدل تبلیغاتی رسانه‌های جمعی توضیح داده شده‌است. در مناطق تحت کنترل تر، دولت ممکن است محتوایی را که غیرقانونی، غیراخلاقی یا برای دولت نامطلوب می‌داند سانسور کند و همچنین هرگونه برنامه‌های مرتبط با رسانه‌ها را تنظیم کند؛ بنابراین مستقل از حزب حاکم نیست. در این نوع محیط، ممکن است از روزنامه نگاران خواسته شود که عضو یا وابسته به حزب حاکم باشند، مانند کشورهای سوسیالیست سابق بلوک شرق، اتحاد جماهیر شوروی، چین یا کره شمالی. در کشورهایی که سطوح بالایی از مداخله دولت در رسانه‌ها دارند، ممکن است از مطبوعات دولتی برای اهداف تبلیغاتی استفاده کند:
- برای ترویج رژیم با یک نگاه مثبت،
- با راه‌اندازی کمپین‌های بدنام کردن مخالفان دولت
- پوشش جانبدار به دیدگاه‌های مخالف، یا
- عمل کننده به عنوان سخنگویی برای دفاع از ایدئولوژی یک رژیم

## نظریه‌های مالکیت دولتی
دو نظریه متضاد در مورد کنترل دولت بر رسانه‌ها وجود دارد. منافع عمومی یا نظریه پیگوین بیان می‌کند که مالکیت دولت سودمند است، در حالی که نظریه انتخاب عمومی معتقد است که کنترل دولت آزادی‌های اقتصادی و سیاسی را تضعیف می‌کند.

## پیامدهای مالکیت دولتی
مسائل مربوط به رسانه‌های دولتی شامل عوارض آزادی مطبوعات و عینیت روزنامه‌نگاری است. به گفته کریستوفر واکر در ژورنال دموکراسی، "رسانه‌های استبدادی یا تمامیت خواه " مانند تلویزیون مرکزی چین، RT روسیه و TeleSUR ونزوئلا، به دلیل سانسور تحت رژیم‌ها در کشورهای بومی خود و باز بودن کشورهای دموکراتیکی که به آنها پخش می‌شود از هر دوی رسانه هیا داخلی و خارجی سود می‌برند.

### آزادی مطبوعات

۲۰۲۲ شاخص آزادی رسانه

رسانه‌های دولتی اغلب ارزش‌های دولتی را که توسط آن اداره می‌شود منعکس می‌کنند. این منجر به ایجاد رسانه‌های مستقل و کاملاً مغرضانه بسته به رژیمی می‌شود که این رسانه در آن فعالیت می‌کند. در بیشتر دموکراسی‌های غربی، آزادی مطبوعات یک ارزش مهم برای مردم و دولت باقی می‌ماند، بنابراین بیشتر سازمان‌های رسانه‌ای دولتی مستقل از دولت مورد نظر باقی می‌مانند. در مقایسه با اکثر کشورهای خودکامه که تلاش می‌کنند آزادی مطبوعات را برای کنترل انتشار اطلاعات محدود کنند. سازمان‌های رسانه‌ای دولتی در خطر تبدیل شدن به عروسک‌های خود دولت برای انتشار اطلاعات نادرست و پوشش اخباری هستند که به نفع رژیم آنها نیست.

### حقوق مدنی و سیاسی
تئوری منافع عمومی ادعا می‌کند که مالکیت دولتی بر مطبوعات باعث افزایش حقوق مدنی و سیاسی می شود. در حالی که تحت تئوری انتخاب عمومی، آنها را با سرکوب نظارت عمومی بر دولت و تسهیل فساد سیاسی محدود می‌کند. کنترل بالا تا مطلق دولت بر رسانه‌ها اساساً با سطوح پایین‌تر از حقوق سیاسی و مدنی، سطوح بالاتر فساد، کیفیت مقررات، امنیت اموال و سوگیری رسانه ای مرتبط است. مالکیت دولتی بر مطبوعات می‌تواند تلاش‌های نظارت بر انتخابات را به خطر بیندازد و درستی فرآیندهای انتخاباتی را مبهم سازد. رسانه‌های مستقل نظارت بالاتری از سوی رسانه‌های دولت دارند. به عنوان مثال، گزارش فساد در مکزیک، غنا و کنیا پس از لغو محدودیت‌ها در دهه ۱۹۹۰ افزایش یافت، اما رسانه‌های تحت کنترل دولت از مقامات دفاع کردند. رسانه‌های تحت تأثیر شدید دولت می‌توانند روشی برای مبارزه با تلاش‌های معترضان به رژیم‌های فاسد ارائه دهند. تبلیغاتی که توسط سازمان‌های رسانه ای دولتی پخش می‌شود می‌تواند از گزارش دقیق بکاهد و فرصتی را برای یک رژیم فراهم کند تا بر احساسات عمومی تأثیر بگذارد. تظاهرات توده‌ای علیه رژیم‌های خودکامه مانند رژیم‌های چین، روسیه، مصر و ایران اغلب توسط سازمان‌های رسانه‌ای دولتی تحریف می‌شوند تا به معترضان بدنام شوند و پرتوی مثبتی بر اقدامات دولت بیفکنند.

### آزادی اقتصادی
برای کشورهایی که کنترل شدیدی بر روزنامه‌ها دارند معمول است که شرکت‌های کمتری را در فهرست بازارهای سهام خود قرار دهند و سیستم‌های بانکی کمتر توسعه یافته‌ای داشته باشند. این یافته‌ها از نظریه انتخاب عمومی حمایت می‌کنند، که نشان می‌دهد سطوح بالاتر مالکیت دولتی بر مطبوعات برای توسعه اقتصادی و مالی مضر است. دلیل این امر این است که رسانه‌های دولتی معمولاً با رژیم‌های خودکامه مرتبط هستند که در آن آزادی اقتصادی به شدت محدود شده‌است و میزان زیادی از فساد در سیستم اقتصادی و سیاسی وجود دارد.

## یادداشت
1. ↑  Dragomir, Marius; Söderström, Astrid. "The State of State Media" (PDF). Center for Media, Data and Society. p. 6.
2. ↑  "State-controlled media". mediamanipulation.org (به انگلیسی). Retrieved 2022-02-04.
3. ↑  "State-run". فرهنگ انگلیسی کالینز.
4. ↑  Gehlbach, Scott; Sonin, Konstantin (2014-10-01). "Government control of the media". Journal of Public Economics (به انگلیسی). 118: 163–171. doi:10.1016/j.jpubeco.2014.06.004. ISSN 0047-2727.
5. ↑  Djankov, Simeon; McLiesh, Caralee; Nenova, Tatiana; Shleifer, Andrei (2003-10-01). "Who Owns the Media?". The Journal of Law and Economics. 46 (2): 341–382. doi:10.1086/377116. ISSN 0022-2186.
6. ↑  Stockmann, Daniela; Mary, Gallagher (February 14, 2011). "Remote Control: How the Media Sustain Authoritarian Rule in China". Comparative Political Studies. 44 (4).
7. ↑  Dragomir, Marius; Söderström, Astrid. "The State of State Media" (PDF). Center for Media, Data and Society. p. 6.
8. ↑  "Public Media: State, Government and Public Service Broadcasting —". ACE Electoral Knowledge Network (به انگلیسی). 2012. Retrieved 2022-02-05.
9. ↑  Bond, Shannon (2020-06-04). "Facebook Begins Labeling 'State-Controlled' Media". NPR (به انگلیسی). Retrieved 2022-02-05.
10. ↑  "Twitter labels state media, government officials' accounts". Reuters (به انگلیسی). 2020-08-06. Retrieved 2022-02-05.
11. ↑  "Twitter to begin labeling 'state-affiliated media outlets'". POLITICO (به انگلیسی). 2020-08-06. Retrieved 2022-02-05.
12. 1 2  Silverblatt & Zlobin, 2004, p. 22
13. ↑  Price, Rozumilowicz & Verhulst, 2002, p. 6
14. ↑  Walker, Christopher (2016). "The Authoritarian Threat: The Hijacking of 'Soft Power'". Journal of Democracy. 27 (1): 49–63. doi:10.1353/jod.2016.0007. ISSN 1086-3214.
15. ↑  "2022 World Press Freedom Index". Reporters Without Borders. 2022.
16. 1 2 3  Gehlbach, Scott; Sonin, Konstantin (2014-10-01). "Government control of the media". Journal of Public Economics (به انگلیسی). 118: 163–171. doi:10.1016/j.jpubeco.2014.06.004. ISSN 0047-2727.
17. 1 2 3  Stockmann, Daniela; Mary, Gallagher (February 14, 2011). "Remote Control: How the Media Sustain Authoritarian Rule in China". Comparative Political Studies. 44 (4).
18. 1 2  Djankov, Simeon; McLiesh, Caralee; Nenova, Tatiana; Shleifer, Andrei (2003-10-01). "Who Owns the Media?". The Journal of Law and Economics. 46 (2): 341–382. doi:10.1086/377116. ISSN 0022-2186.
19. 1 2  Djankov, McLeish, Nenova & Shleifer, 2003, p. 367
20. ↑  Djankov, 2002, p. 24
21. ↑  Merloe, Patrick (2015). "Election Monitoring Vs. Disinformation". Journal of Democracy (به انگلیسی). 26 (3): 79–93. doi:10.1353/jod.2015.0053. ISSN 1086-3214.
22. ↑  Simon, 1998
23. ↑  Djankov, 2002, p. 25
24. ↑  "Journalists Charged With Propaganda Over Iran Protest Coverage". VOA (به انگلیسی). Retrieved 2022-12-15.
25. ↑  "Reporter's Notebook: Tahrir Square, Five Years Later". FRONTLINE (به انگلیسی). Retrieved 2022-12-15.
26. ↑  "Russia Continues Crackdown On Spreading Anti-Mobilization Protests As Draft Criticism Grows". RadioFreeEurope/RadioLiberty (به انگلیسی). Retrieved 2022-12-15.
27. ↑  La Porta et al, 1997
28. ↑  Beck, Demirguc-Kunt & Levine, 1999
29. ↑  Dragomir, Marius (September 3, 2017). "Control the money, control the media: How government uses funding to keep media in line". Sage Journals: Journalism. 19 (8).